# Akeman Street

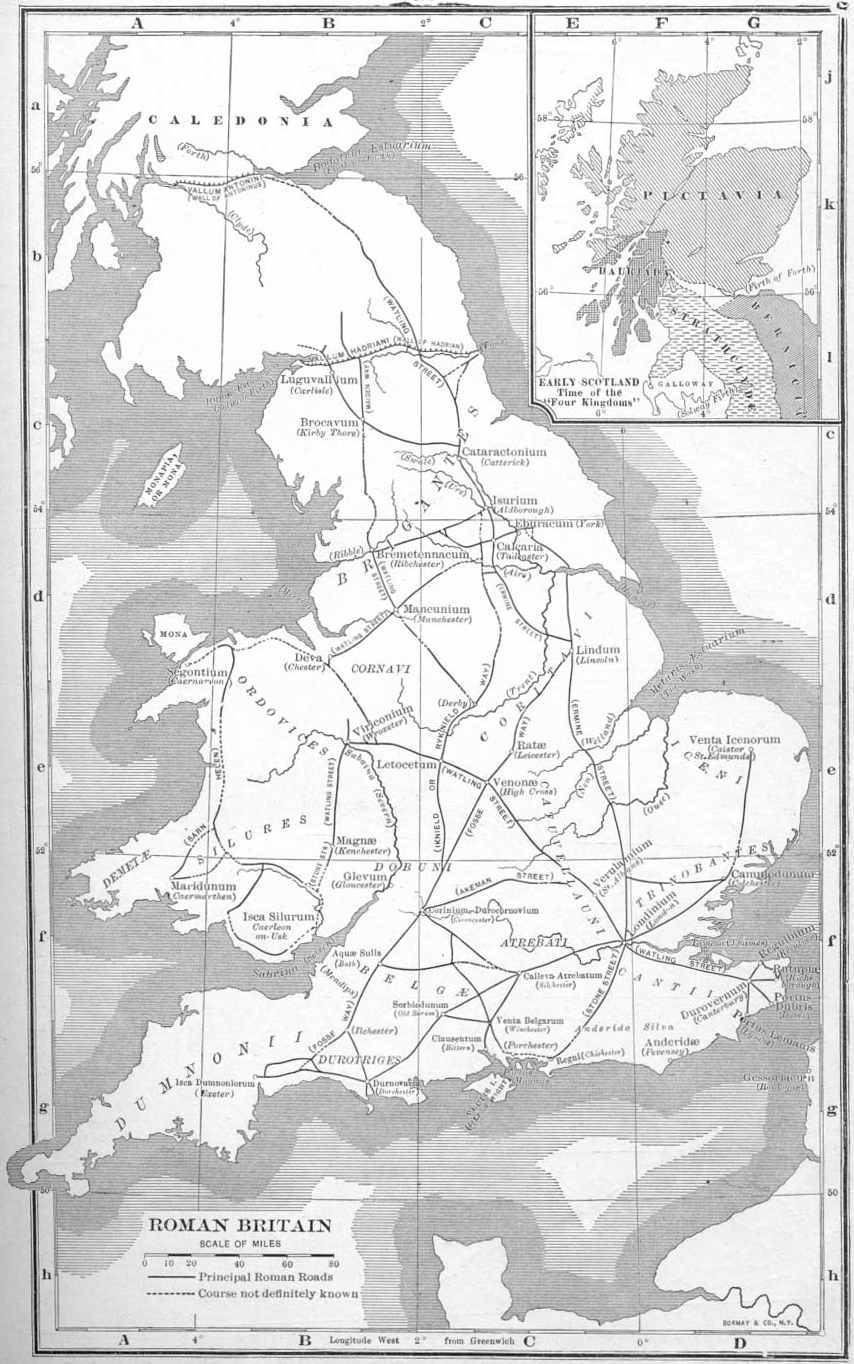
Carte des voies romaines en Bretagne romaine

Akeman Street est une importante voie romaine longue de 126 km, qui relie St Albans à Corinium Dobunnorum (Cirencester), en Angleterre. Elle est issue de la voie de Watling Street, qui vient de Londres et Douvres. Elle traverse les villes et villages de Hemel Hempstead, Berkhamsted, Tring, Aylesbury et Bicester avant de passer au sud-ouest vers Woodstock, Witney jusqu'à Cirencester. À Cirencester, elle rejoint les voies romaines de Fosse Way et Ermin Street.
La partie de la route entre Londres et Bicester est toujours utilisée aujourd'hui et forme la voie rapide A41.
Les origines du nom de cette voie sont incertaines mais doivent remonter au Haut Moyen Âge. Certains pensent qu'il s'agit d'une forme anglo-saxonne pour oak-man (l'homme au chêne ou homme-chêne). D'autres qu'il s'agit de la route qui conduit de Londres à Bath (dont le nom saxon est Akemancester), relié à Cirencester par Fosse Way, parfois appelée Akeman Street dans la région de Cirencester.